# Bestellerprinzip (Nahverkehr)
Als Bestellerprinzip wird das Bestellen von Verkehrsdienstleistungen im Öffentlichen Personennahverkehr (ÖPNV) bezeichnet. Es handelt sich dabei um einen Teilaspekt der sog. Bahnliberalisierung. Gemäß der Verordnung (EG) Nr. 1370/2007 der EU findet das Bestellerprinzip sowohl bei Direktvergaben wie auch Ausschreibungen bzw. wettbewerblichen Vergabeverfahren Anwendung.
Die Bestellung von Verkehrsunternehmen ist entsprechend der EU-VO 1370/2007 Aufgabe der sogenannten Zuständigen Behörden als Auftraggeber. In Deutschland sind dies die ÖPNV-Aufgabenträger, wobei je nach Bundesland unterschiedliche Akteure diese Funktion übernehmen, meist auch nach Schienenpersonennahverkehr (SPNV) und übrigem ÖPNV getrennt.

## Vertragsarten im Bestellerprinzip
Es gibt zwei Arten von Verträgen nach dem Bestellerprinzip, über die Verkehrsleistungen bestellt werden können: Netto- und Bruttoverträge.

### Nettoverträge
Beim Nettovertrag verbleiben die Fahrscheineinnahmen beim Verkehrsunternehmen. Das Verkehrsunternehmen trägt damit sowohl das Einnahmen- als auch das Kostenrisiko. Das mit dem Auftraggeber vereinbarte Entgelt soll die Differenz zwischen den geplanten Fahrscheineinnahmen und den Betriebskosten des Verkehrsunternehmens abdecken.
Nettobestellungen haben den Nachteil, dass der Auftraggeber zu ermittelnde Ausgleichszahlungen (z. B. für Verbundzeitkarten) leisten muss. Bruttobestellungen entsprechen stärker der Idee eines marktwirtschaftlichen Vergabeverfahrens.

### Bruttoverträge
Der Besteller leistet an das beauftragte Verkehrsunternehmen für eine definierte Verkehrsdienstleistung ein vereinbartes Entgelt. Dieses richtet sich nach den zu fahrenden Kilometern, unabhängig von der Anzahl der Fahrgäste. Die Fahrkartenerlöse gehen an den Besteller, dieser trägt das Einnahmenrisiko. Das Verkehrsunternehmen trägt das Kostenrisiko.
Bei Bruttobestellungen werden neben der Vorgabe der zu erbringenden Verkehrsdienstleistung (Versorgungsgebiet, Zeitraum, Kilometerleistung, Frequenz) vom Auftraggeber in einer Ausschreibung Qualitätskriterien vorgegeben betreffend Fahrzeugausstattung (Niederflur, Platzangebot, Kinderwagen-/Rollstuhl-Abstellplätze etc.), Zuverlässigkeit, Pünktlichkeit etc. Für die Nicht-Einhaltung bei der Erbringung der Verkehrsdienstleistung werden Vertragsstrafen festgelegt.
Nach dem Einlangen der Angebote von interessierten Verkehrsunternehmen, die auf die Erfüllung der Qualitätskriterien Bezug nehmen und für die Erbringung der Verkehrsdienstleistung einen Kilometerpreis anbieten, wird dem Bestbieter der Zuschlag erteilt. Die Verträge laufen typischerweise 8–15 Jahre.

## Bewertung
Die EU-Regelungen bieten einen gewissen Spielraum. Unter bestimmten Rahmenbedingungen ist eine Vergabe nach dem Bestellerprinzip nicht obligatorisch, so die Rechtsmeinung von Juristen.
Insbesondere für kleine Länder würden sich gemischte Systeme anbieten, bei denen das Kernnetz bzw. Kernlinien zentral und Zubringerstrecken lokal bzw. regional geprägt sind, und somit eine Mischung aus Direktvergabe (für das Kernnetz und wichtige Strecken) und ggf. einem Ausschreibungswettbewerb für regionale Netze oder Zubringerstrecken erfolgversprechender seien. (siehe auch Abschnitt Österreich)
Mathias Binswanger sieht in Ausschreibungswettbewerben im Schienenverkehr künstlich inszenierte Wettbewerbe außerhalb des Marktes. Solche Wettbewerbe würden nicht automatisch zu mehr Effizienz führen, sondern seien oft mit erheblichen negativen Anreizen verbunden. In der Gesamtauswirkung würden öfters die negativen Anreize überwiegen, da sie zusammen mit den hohen Transaktionskosten von Ausschreibungswettbewerben insgesamt zu einem schlechteren Preis-Leistungs-Verhältnis führen würden.
Ein Gefahrenpotential beim Bestellerprinzip liegt im Entstehen von Oligopolen, wenn nur wenige Verkehrsunternehmen als Anbieter auftreten oder staatliche Bahnunternehmen großer Länder mit verschiedenen Tochterunternehmen im eigenen oder anderen Ländern als Verkehrsdienstleister auftreten, die zu gleichen Konditionen anbieten. Das würde zu einem Marktversagen führen und die Idee des Wettbewerbs unterlaufen.
Eine weitere Gefahr besteht im Insolvenzrisiko der beauftragten Verkehrsunternehmen, wenn zu billig angeboten wird oder wenn sich Finanzprobleme aus der internationalen Tätigkeit und Verflechtung auswirken. Derartige finanzielle Probleme waren im Jahr 2011 in Schweden zu beobachten.
In Deutschland hat die Insolvenz von Abellio in Nordrhein-Westfalen nicht nur einen administrativen Mehraufwand verursacht, um die Verkehrsleistung durch andere Verkehrsunternehmen sicherzustellen, sondern auch zu hohen Kosten für die Auftraggeber und letztlich für den Steuerzahler geführt.

## Länder im Vergleich
Im Rahmen einer Studie wurden Umsetzung und Erfahrungen mit Ausschreibungen in Dänemark, Deutschland, Frankreich, Großbritannien, Niederlande, Schweden und der Schweiz untersucht. Ziel war es, eine sachliche Grundlage für die Diskussion der Ausschreibungen im Schienenpersonenverkehr zu schaffen.

### Deutschland
In Deutschland wurde das Bestellerprinzip bereits mit der Bahnreform im Jahr 1996 und der damit einhergehenden Übertragung der Zuständigkeit des SPNV in die Kompetenz der Bundesländer eingeführt. Mittlerweile wird es beim SPNV flächendeckend angewandt. In Deutschland sind mehr als 50 Eisenbahnverkehrsunternehmen tätig, wobei der Großteil internationalen Konzernen gehört und somit die Anzahl der unabhängigen Bahnverkehrsanbieter deutlich niedriger ist.
Anteile der Vertragsarten und Vergabeverfahren
Im Zeitraum von 2018 bis 2022 stieg der Anteil der Bruttoverträge im SPNV kontinuierlich von 54 auf 65 Prozent, während der Anteil der Nettoverträge von 46 auf 35 Prozent sank.
Von den 26 vergebenen Verkehrsverträgen im Jahr 2022 wurden etwa 28 Prozent der vergebenen Zugkilometer über die gesamte Vertragslaufzeit in nicht-wettbewerblichen Vergabeverfahren und rund 72 Prozent in wettbewerblichen Vergabeverfahren vergeben. Eine nicht-wettbewerbliche Vergabe erfolgt in den meisten Fällen bei Übergangsverträgen oder kurzen Laufzeiten der Verkehrsverträge.
Bei den 17 wettbewerblichen Vergabeverfahren im Jahr 2022 wurden insgesamt 24 Angebote von Bietern eingereicht. Dies bedeutet, dass im Mittel etwas mehr als 1,4 Bieter an einem Vergabeverfahren teilgenommen haben. Dieser Wert ist weiter gesunken.

### Österreich
In Österreich wird im Schienenpersonenverkehr (SPV: Nah- und tw. Fernverkehr) weiterhin die Direktvergabe praktiziert, indem bestehende Verträge verlängert werden. Im Bereich der regionalen Buslinien wird von den Verkehrsverbundorganisationsgesellschaften sukzessive auf Bruttobestellungen umgestellt.
Ein Abgehen von der Direktvergabe im Bahnbereich wird von Arbeiterkammer (AK) und Verkehrsgewerkschaft vida vehement abgelehnt:
„In Österreich werden über 80 % der Schienenpersonenverkehre (SPV) direkt bestellt, und innerhalb der EU sind es mehr als 65 %. … Die Änderungen [der Vergabeleitlinien] gefährden die bewährte Direktvergabe von Eisenbahnleistungen. … Gerade für Länder mit einem gut funktionierenden Eisenbahnpersonenverkehr wäre dies unsinnig und kontraproduktiv. Mitgliedstaaten sollten weiter die Wahlfreiheit und damit die Möglichkeit haben, ihren öffentlichen Verkehr anhand ihrer spezifischen Bedürfnisse zu organisieren.“ Befürchtet wird, dass ein Zwang zur Ausschreibung zu Lohn- und Sozialdumping für die Beschäftigten und zu einer Verschlechterung der Leistungen für die Fahrgäste führen würde.
Ein von AK und vida beauftragtes Rechtsgutachten ist zu dem Schluss gelangt, dass Direktvergaben unter gewissen Voraussetzungen weiterhin möglich seien.
Falls nicht nach nationalem Recht untersagt, könne die Direktvergabe aufgrund der jeweiligen strukturellen und geografischen Merkmale des betreffenden Netzes und insbesondere der Größe und anderer Merkmale gerechtfertigt sein, sofern dies zu einer Verbesserung der Qualität oder der Kosteneffizienz oder beidem im Vergleich zu dem zuvor vergebenen öffentlichen Dienstleistungsauftrag führen würde.

### Schweiz
Obwohl die Schweiz kein EU-Mitglied ist, hat sie gesetzliche Rahmenbedingungen geschaffen, die mit der Verordnung (EG) Nr. 1370/2007 der EU kompatibel sind. Die bisher einzige Ausschreibung im Schienenbereich führte aufgrund der Komplexität des Bahnsystems zu einem wenig überzeugenden Ergebnis und wurde abgebrochen.
Im Bereich von regionalen Buslinien kommt das Bestellerprinzip vermehrt zum Einsatz.